# Palacio Ovalle Vicuña
El Palacio Ovalle Vicuña o ex club Fernández Concha es un edificio emplazado en Santiago de Chile y ubicado en la calle Compañía 1263, contiguo a la ex casa Goycolea. Fue edificado en aproximadamente en 1862, bajo la dirección del arquitecto francés Lucien Hénault, por encargo de Javier Ovalle, y posteriormente perteneció a diversas asociaciones tanto culturales como políticas de la época. Actualmente pertenece a la Inmobiliaria Angostura y se encuentra en proceso de remodelación.

## Historia
En 1856 el presidente Manuel Blanco Encalada fue a París como representante del Gobierno de Chile para firmar un contrato con el arquitecto francés Lucien Hénault, este llegó a Chile a hacerse cargo de los proyectos parados por la muerte de Brunet de Baines como el Congreso Nacional. Con su llegada se empiezan a crear una serie de edificios de arquitectura Neoclásica, muchos de ellos para la clase alta chilena, entre ellos se encuentra el Palacio Ovalle Vicuña.
El Palacio ha pasado por varios propietarios que le dieron diversos usos y mandada a construir originalmente en 1862 por la familia Ovalle Vicuña. Perteneció a Javier Ovalle y fue utilizado con propósitos residenciales, fue saqueada en 1891 por la guerra civil. En 1916 se convirtió en el Club de Señoras, fundado por Delia Matte Pérez, en el cual fue centro de la élite intelectual femenina de la primera mitad del siglo XX. En el lugar se realizaban diversas actividades cuya finalidad era fomentar la educación y cultura de las mujeres de la clase alta chilena de la época. Posteriormente, entre 1953 y 1966, perteneció al Partido Conservador Unido —colectividad que tomó posesión del inmueble el 24 de octubre de 1953— y se cambió de nombre al Club Fernández Concha en honor al senador conservador. Fue base de las operaciones del partido hasta su fusión con los partidos Liberal y Acción Nacional para crear el Partido Nacional, del cual también pasó a ser su sede hasta el 17 de julio de 1990, fecha en la que el partido se disolvió.
Debido a los grandes daños sufridos por un incendio que afectó al palacio en 1952 y los grandes terremotos que lo dejaron con daños estructurales, el edificio fue declarado en peligro de derrumbe a inicios del año 2012. Por otra parte, debido al abandono por parte de sus propietarios, el lugar fue saqueado y tanto sus obras como objetos de valor fueron robadas, como sucedió con placas de mármol que había en el interior del palacio y con varias molduras de madera de puertas y ventanas.
El 2009 el Arzobispado de Santiago le cedió el palacio a la inmobiliaria Angostura, lo cual dio inicio a las obras para su remodelación.

### Remodelación
La compra de la casona por parte de Santiago Urzúa a través de la inmobiliaria Angostura dio inicio a la reparación y remodelación, tanto del Palacio Ovalle Vicuña como de la casa Goycolea. En febrero de 2012 la inmobiliaria ganó un fondo entregado por el Consejo Nacional de la Cultura y las Artes, destinado a la reparación de las fachadas de patrimonio histórico y emblemático destruidas por el terremoto de 2010. Con este proyecto, las fachadas de ambos edificios fueron reparadas y dejadas en su estado y color original. 
La inmobiliaria Angostura contrató a la empresa española Moguerza para la remodelación del recinto, la cual posee experiencia rescate patrimonial. Para tener una recuperación fiel de la casa, la empresa se dedicó a limpiar y reconstruir la fachada del recinto y a recuperar los colores originales, para lo cual se debió lijar un total de 7 capas de pintura hasta encontrar el color ocre con la cual fue concebida. Debido a los grandes daños estructurales que había sufrido el palacio, se debió derrumbar la parte trasera del edificio, así como muros y techumbre para reforzar estructuralmente con muros de hormigón, además de rehacer las ventanas del primer piso y de eliminar las protecciones metálicas de la primera planta que protegía al recinto. Se estima que el costo total de las reparaciones, tanto del Palacio Ovalle Vicuña como de la contigua Casa Goycolea, será de 4000 millones de pesos.[cita requerida]
Actualmente el palacio ha sido sede de eventos artísticos y culturales, acogiendo en su interior a la galería itinerante One Moment Art. Se estima que en el futuro será un centro comercial y cultural que unirá las calles Compañía y Catedral, el cual contara con salas de exposiciones permanentes sobre la historia del palacio y locales de comida.

## Arquitectura
El diseño del palacio fue influido en gran parte por la corriente de arquitectura neoclásica, la que se desarrolló fuertemente en Francia, lugar de procedencia del arquitecto. Este estilo al contrario que el barroco tiende a ser más funcional y simple, en este tipo de arquitectura se favorece la monumentalidad por sobre los adornos, las columnas sustituyen los arcos, predominan las líneas rectas y poca oposición hay entre volúmenes.

Fue famoso por su gran patio de honor rodeado de balaustradas, que desembocaba en un vestíbulo que organizaba los principales recintos: un salón de baile circular, con excepcional parqué dibujado y pilastras doradas al fuego; el salón rojo de forma octogonal decorado por un plafond de Saverio Morrá, y el comedor con enmaderados de caoba y cielos pintados con por las hermanas Macarena y Aurora Mira.
Consejo Nacional de la Cultura y las Artes.[cita requerida]

El palacio posee muchas similitudes con otras obras del mismo arquitecto, como lo son el palacio de la Universidad de Chile, el ex Congreso Nacional o el Palacio arzobispal de Santiago en cuanto a diseño y estilo.